# Sebastián Ontoria
Sebastián (Sebas) Ontoria Escolaza fue un futbolista español activo en las décadas de 1940 y 1950, en las que jugó principalmente en la Real Sociedad de Fútbol. Delantero en los inicios de su carrera y centrocampista con posterioridad. Llegó a ser internacional en una ocasión.
Es con 114 goles el cuarto máximo goleador histórico del club donostiarra.

## Biografía

### Inicios en el fútbol
Sebas Ontoria nació en el popular barrio de Amara de San Sebastián un 20 de enero de 1920, un Día de San Sebastián. Ontoria comenzó a jugar al fútbol en el equipo de las Escuelas de Amara.  A medida que fue creciendo pasó por diferentes equipos, el Lagun Artea, el Sporting de Rentería y el CD Vasconia, equipo más representativo de su barrio. 
En julio de 1936, cuando el jugador contaba sólo 16 años de edad estalló la guerra civil española. El joven Ontoria se alistó en los primeros días del conflicto en una compañía comunista y con posterioridad combatió en el bando republicano formando parte del batallón comunista "Larrañaga", que estaba integrado en el Euzko Gudarostea (Ejército Vasco). Ontoria cayó durante la guerra prisionero en manos del ejército franquista y estuvo durante cerca de dos años internado en un campo de concentración en las afueras de Zaragoza, donde al parecer siguió practicando el fútbol junto con otros prisioneros de guerra.
Una vez acabada la guerra permanece en Aragón donde aparece a finales de 1939 jugando en las filas del modesto Casetas C.F., equipo del barrio zaragozano de Casetas. Este equipo se había reforzado con varios futbolistas procedentes del vecino campo de prisioneros, entre ellos Ontoria. El Real Zaragoza se fijó en el delantero vasco y lo incorporó a su equipo a comienzos de 1940 Con el Zaragoza Ontoria debutó en la Primera división española el 3 de marzo de 1940. Ontoria jugó durante 2 temporadas con el Zaragoza en la Primera división, la 39/40 y la 40/41. Sin embargo tuvo poco peso en aquel equipo ya que solo jugó 7 partidos de Liga entre las dos temporadas y no marcó ningún gol. Al finalizar la temporada 1940/41 el Zaragoza descendió a Segunda División.
Estuvo a punto de fichar por el Levante UD en el verano de 1941, pero el Zaragoza ejerció su derecho de retención. Sin embargo finalmente si acabó siendo traspasado, aunque a la Real Sociedad, equipo de la ciudad natal de Ontoria, que habría logrado ascender a la Primera División Española.

### Etapa en la Real Sociedad
Ontoria permanecerá en la Real Sociedad entre la temporada 1941-42 y la 1954-55, un total de 14 temporadas, en las que acabaría jugando 374 partidos y marcando 114 goles. Estos números le convirtieron, por derecho propio, en uno de los futbolistas históricos del club donostiarra. En el momento de su retirada llegó a ostentar el récord de mayor número de partidos oficiales disputados con la camiseta de la Real y era el segundo máximo goleador histórico de la Real, solo por detrás de Cholín. Con el paso de los años otros jugadores le han superado, pero sigue siendo el 4.º máximo goleador y el 12.º jugador con más partidos en la Real. Sin embargo a Ontoria le tocó vivir una de las épocas más oscuras de la historia del club, la del equipo ascensor en la década de 1940. La década de 1940 estuvo marcada para la Real por los continuos ascensos y descensos del equipo; y por las dificultades económicas del club. La Real perdió durante esos años la categoría hasta en tres ocasiones y logró 4 ascensos. Ontoria vivió 3 descensos y 3 ascensos con la Real durante esos años.
Este hecho y el haber transcurrido más de 50 años desde su retirada han hecho que su figura haya caído relativamente en el olvido para la parroquia txuri-urdin.
Durante su paso por la Real empezó jugando como delantero, pero el entrenador realista Benito Díaz le reubicó en el centro del campo. Ontoria nunca perdió del todo su capacidad goleadora, ya que acabó promediando 8 goles por temporada entre partidos de Liga y Copa.
En su primer año como realista (1941-42), Ontoria jugó muy poco y apenas aportó al equipo, que perdió la categoría. Pero en segunda división el jugador explotó durante la temporada 1942-43, siendo uno de los puntales atacantes del equipo y la Real logró recuperar la categoría. El ciclo de descensos y ascensos se repitió varias veces hasta la temporada 1949-50, cuando la Real consiguió mantenerse en Primera División, situación que se estabilizaría por más de una década. En la temporada 1949-50 Ontoria debutó como internacional.
Benito Díaz le acabó dando la capitanía a Ontoria, que ejerció como prolongación del entrenador realista sobre el campo. La temporada 1950-51 el tandem Díaz-Ontoria logró su mayor éxito al realizar la que sería la mejor campaña realista en varias décadas (años 40, 50 y 60). La Real se clasificó en 5.º lugar en la Liga (resultado que no igualaba desde la 1933/34 y que no sería superado hasta la 1973/74). Además esa misma temporada la Real alcanzó la final de la Copa, un hito que no lograba desde 1928 y que no repetiría hasta 1987. En la final de Copa, con Ontoria como capitán realista, el FC Barcelona de Ladislao Kubala le pasó por encima a la Real venciéndola sin paliativos por 3-0.
En sus últimas temporadas como realista Ontoria vio como el club se estabilizaba en primera División. Fue jugador titular hasta la temporada 1954-55, cuando ya solo disputó la mitad de partidos durante la temporada. Jugó 206 partidos y marcó 41 goles en la Primera División española.

### Final de la carrera
En 1955, con 35 años de edad a sus espaldas, el veterano jugador recibió la carta de libertad y fue fichado por la SD Indauchu de Bilbao, equipo que jugaba en la Segunda División española. La SD Indauchu, que había ascendido por primera vez en su historia a Segunda, había fichado junto con Ontoria a otro grupo de ilustres veteranos jugadores vascos en el ocaso de sus carreras, como Telmo Zarra, Panizo; y con Iriondo como entrenador. Ontoria sólo jugó una temporada en el Indauchu.
Luego fichó por Baracaldo CF, con el que jugó otra temporada más en Segunda División hasta retirarse definitivamente.

## Internacionalidad
Ontoria fue 1 vez internacional con la Selección nacional de fútbol de España. Fue en la fase clasificatoria para el Mundial de 1950, cuando fue convocado para jugar un partido contra Portugal el 9 de abril de 1950. En aquel partido, disputado en Lisboa, España y Portugal empataron a 2, obteniendo así España su clasificación para el Mundial. Con la misión específica de frenar a los jugadores portugueses más peligrosos, sin embargo, Ontoria tuvo un mal papel en aquel partido. Posteriormente participó como preseleccionado en una gira americana antes del Mundial de fútbol de Brasil de 1950. Jugó 2 partidos de preparación en esta gira contra México, siendo elogiado por la prensa. Pero estos partidos no computan en el listado de partidos internacionales, ya que España no tenía en aquel entonces relaciones diplomáticas con México y la selección enviada no tuvo la consideración de selección oficial. Finalmente Ontoria no fue convocado para el Mundial.

## Clubes
| Club          | País   | Año       |
| ------------- | ------ | --------- |
| Casetas CF    | España | 1939      |
| Zaragoza CF   | España | 1939-1941 |
| Real Sociedad | España | 1941-1955 |
| SD Indauchu   | España | 1955-1956 |
| Baracaldo CF  | España | 1956-1957 |